# Hypenula biferalis
Hypenula biferalis är en fjärilsart som beskrevs av Walker 1858. Hypenula biferalis ingår i släktet Hypenula och familjen nattflyn. Inga underarter finns listade i Catalogue of Life.